# Giovanni Gatti
Giovanni Gatti (Susa, 19 settembre 1918 – 23 dicembre 1997) è stato un politico italiano.

## Biografia
Medico, viene eletto alla Camera dei Deputati con il Partito Democratico Italiano di Unità Monarchica nel 1968. Con l'avvicinarsi della fine della legislatura, nel 1972, confluisce con la maggioranza del partito nel Movimento Sociale Italiano - Destra Nazionale.
Alle elezioni politiche del 1976 viene eletto al Senato con il MSI; pochi mesi più tardi partecipa alla scissione che dà vita a Democrazia Nazionale, che rappresenta a Palazzo Madama fino al 1979, anno in cui conclude la propria esperienza parlamentare.
Muore nel 1997 all'età di 79 anni.